# Alcácer do Sal
Alcácer do Sal – miejscowość w Portugalii, leżąca w dystrykcie Setúbal, w regionie Alentejo w podregionie Alentejo Litoral. Miejscowość jest siedzibą gminy o tej samej nazwie.

## Demografia
| Liczba ludności gminy Alcácer do Sal (1801–2011) | Liczba ludności gminy Alcácer do Sal (1801–2011) | Liczba ludności gminy Alcácer do Sal (1801–2011) | Liczba ludności gminy Alcácer do Sal (1801–2011) | Liczba ludności gminy Alcácer do Sal (1801–2011) | Liczba ludności gminy Alcácer do Sal (1801–2011) | Liczba ludności gminy Alcácer do Sal (1801–2011) | Liczba ludności gminy Alcácer do Sal (1801–2011) | Liczba ludności gminy Alcácer do Sal (1801–2011) | Liczba ludności gminy Alcácer do Sal (1801–2011) |
| ------------------------------------------------ | ------------------------------------------------ | ------------------------------------------------ | ------------------------------------------------ | ------------------------------------------------ | ------------------------------------------------ | ------------------------------------------------ | ------------------------------------------------ | ------------------------------------------------ | ------------------------------------------------ |
| 1801                                             | 1849                                             | 1900                                             | 1930                                             | 1960                                             | 1981                                             | 1991                                             | 2001                                             | 2004                                             | 2011                                             |
| 8 253                                            | 7 913                                            | 9 606                                            | 17 596                                           | 22 167                                           | 16 370                                           | 14 512                                           | 14 287                                           | 13 624                                           | 13 046                                           |

## Sołectwa

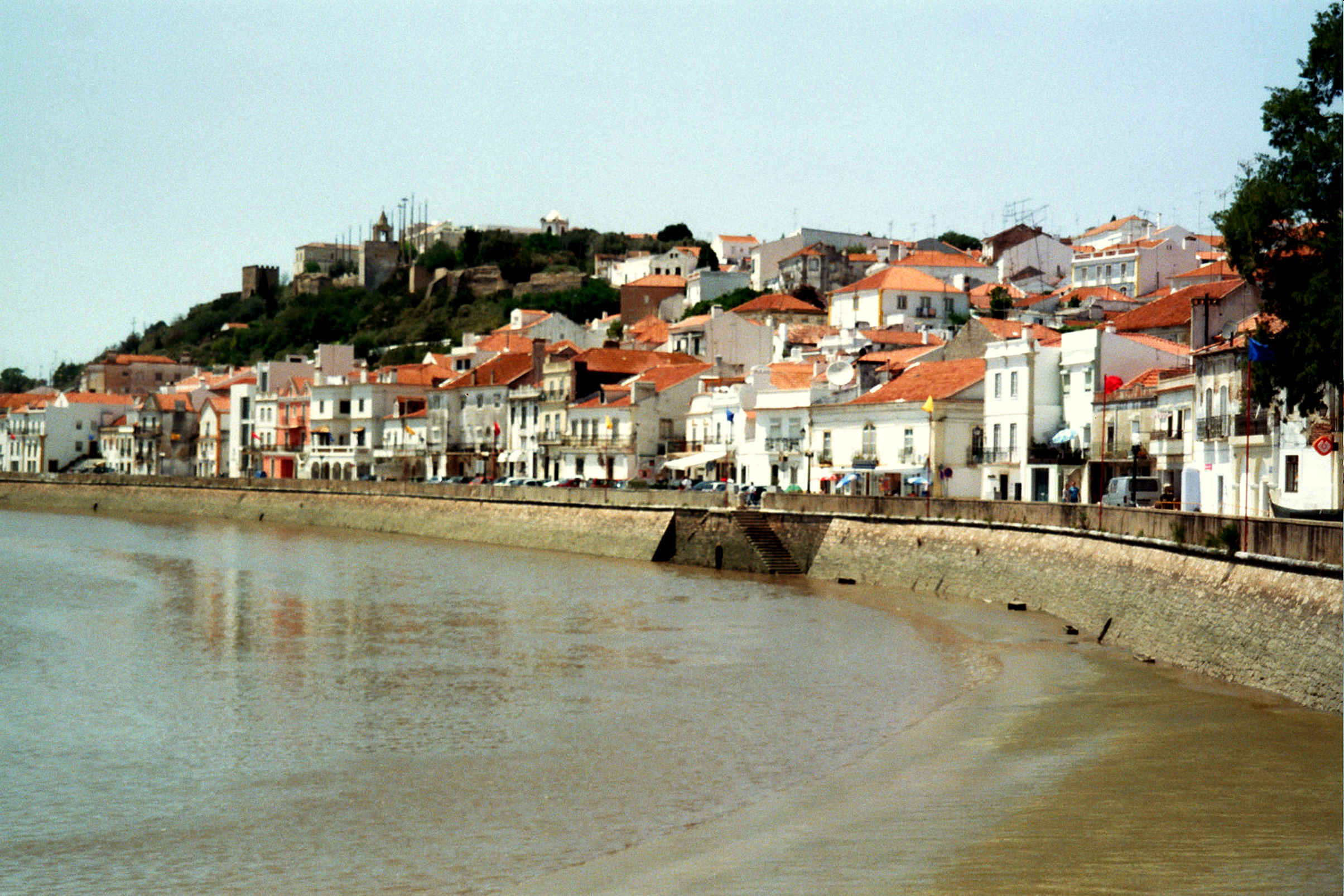
Alcácer do Sal

Sołectwa gminy Alcácer do Sal (ludność wg stanu na 2011 r.)
- Comporta – 1268 osób
- Santa Maria do Castelo – 4048 osób
- Santa Susana – 353 osoby
- Santiago – 4632 osoby
- São Martinho – 450 osób
- Torrão – 2295 osób